# 許倫 (景泰進士)
許倫（1412年—？），字宗彛，廣東潮州府潮阳县人，明朝政治人物、进士出身。

## 生平
廣東鄉試第三十一名。景泰二年，登进士，任監察御史。

## 家族
曾祖父許銘谿、祖父許岐隱、父亲許信，以常山縣學訓導致仕。